# Dachwig
Dachwig – miejscowość i gmina w Niemczech, w kraju związkowym Turyngia, w powiecie Gotha, wchodzi w skład wspólnoty administracyjnej Fahner Höhe.